# Kima atra
Kima atra är en spindelart som beskrevs av Wesolowska, Russel-Smith 2000. Kima atra ingår i släktet Kima och familjen hoppspindlar. Inga underarter finns listade i Catalogue of Life.